# ホハレ峠
ホハレ峠（ホハレとうげ）は、岐阜県揖斐郡揖斐川町にある峠である。
岐阜県揖斐郡揖斐川町坂内村川上と岐阜県揖斐郡揖斐川町藤橋村徳山門入の間にある峠、新旧2つの峠があり、同町坂内川上と門入を結ぶ。
坂内川上側は林道が通じるが、門入側は登山道のみ。
一般的には「旧ホハレ峠」、「新ホハレ峠」と区別されるが正式な呼称ではない。現在は新ホハレ峠は通行不能となっており、旧ホハレ峠を通る事になるが、国土地理院の地図には新ホハレ峠の位置がホハレ峠として記載されており、旧峠の方は地図に無い。

## 旧徳山村
嘗て岐阜県揖斐郡揖斐川町にあった徳山地域は古来、縄文或いは弥生時代頃から人が住んでいたという資料があり、江戸時代の徳山郷を経て1889年に徳山村となった。
9つの集落があったが、うち1つは徳山村となる前に既に無人となっており、徳山村となった時点では8つの集落があった。その後、徳山ダムの建設により8つの内の7つが水没する事が決定し、1987年3月31日に全域が廃村となった。
旧村域で唯一、水没とならなかった門入地域は、水没こそしないものの道路が水没により遮断された為、事実上廃村となった。しかし水資源機構により買収されず残った地域があった為、現在地権者の一部が管理の為、門入に通うなどしている。
詳しくは徳山村の項を参照。

## ホハレ峠登山道
旧徳山村のうち門入は、現在の徳山会館から見て最奥にあり、他の旧村内の集落とも若干離れた高台にあった為、一部地域に於いてダム湖よりも高く、徳山ダム完成後も水没しない地域があり、それらの地域については積極的な買収と立ち退き交渉が行われなかった地域もあった。
門入地域はホハレ峠を介して坂内村川上と繋がっており、車の無かった時代に村民はこの道を通って麓へと下りていたと言われるが、狭く急峻な登山道で一部を除き自動車は通れなかった為、自動車の時代になると人通りは少なくなった。
徳山ダム建設が決まり、徳山村の水没と移転の話が出たが、門入の一部は非水没地域の為か積極的な土地買収は行われなかった。しかし道路が水没する為、交通が遮断される事から揖斐川町はこれらも含めた全村廃止を決定した。
旧村民に依ると、この際、非水没となった門入にはダム湛水後、徳山会館からダム湖の上を橋で渡る道路を建設すると説明があったとの事だが、後に水資源機構はこれを反故にし現在迄この道路は作られていない。
現在の徳山会館駐車場裏にある中途半端な行き止まりがこの道の始点となる筈の場所であったとされる。
その後、水資源機構は、山林の管理に戻る元住民の為に元住民専用の船を用意し、旧戸入迄ダム湖を渡河してその後、水没を免れ残された道路を通り門入に向かうという方法でこの道路の代わりとした。
やがて揖斐川町が突如として嘗てのホハレ峠登山道に沿うようにして道路を建設し始めた。揖斐川町は「門入へのアクセス道ではなく、途中にある黒谷第一砂防ダムへの管理作業道である」としているが、門入側から同ダム手前迄は林道が残っており、この道が砂防ダムまで完成すれば事実上、この道を通る事で再び門入への自動車の往来が可能となる。
完成は2021年3月との事だったが、地権者の合意等の問題もあり一部を除き未だ完成には至っていない。
現在通る登山道付近を工事している旨が案内されており、登山道側にはこの工事による落石に注意する様張り紙が出されていた。
この管理道は旧来の登山道の途中から分岐し、途中で旧来からの登山道と交差もしながら、隣接して流れる西谷川の右岸左岸を右往左往しながら最終的に砂防ダムのすぐ手前付近で元の道と再び合流し、主に門入の手前にある黒谷第一砂防ダムの管理道として使用される予定となっているが、その交差点よりもかなり手前で工事は停止してしまっている。尚、この道は自動車も通れる程の幅で作られており、新旧どちらのホハレ峠も通らない。
徳山ダム建設に際し、水資源機構及び揖斐川町が門入の非水没地域も含めて廃村としたのは「非水没地域もそこへと至る道路が水没する事で完全に孤立し、外部とのアクセスが完全に断たれた状態になる事で生活水準の維持が著しく困難となる可能性が高い為」とされており、この地域でも立ち退いた人がいた。
この管理道が完成すれば、事実上は既存の道路と合わせて麓と門入が再び繋がる事になり、完全な自動車での往来が可能になれば門入は廃止された条件を満たさなくなるのだが、書類上はあくまでも門入を含めた全村が既に廃村となっており、将来、道の完成後に実際に自動車で往来出来る様になった際、門入がどの様な扱いとされるのかは不明である。

## 新ホハレ峠
2022年現在、ホハレ峠の名は国土地理院の地図にも確かに記載があり、地図に依れば門入迄の道も描かれているがこの場所は現在、藪に埋もれ到達は不可能となっている。実は元来よりのホハレ峠は別の場所にあり、上記の登山道はそちらを通っている。
一般的には「旧ホハレ峠」、「新ホハレ峠」と呼称され区別されており、先の地図に記載があるのは新ホハレ峠である。
徳山村は嘗て広大な原生林が広がっており、水没しなかった地域に今も国有林が残っている。1965年、この原生林に目を付けた王子製紙が門入から麓（坂内村川上）にパルプ生産の為の木材を運び出そうとした際、トラックでの輸送が必要となったが、ホハレ峠には旧峠を通る元来の登山道しかなく、急峻な上に道幅も狭くとても自動車での輸送に耐えうるものではなかった。そこで王子製紙は傾斜が比較的緩やかな場所を探した上で新たに私設の林道を建設し、そちらの道路を使ってパルプの原料となる木材を切り出していた。
この林道の途中にあったのが所謂「新ホハレ峠」である。自動車輸送に適した道路を作った為、斜面が緩く、旧峠よりかなり迂回しているが門入迄の全区間にて自動車での往来が可能であった。現在、揖斐川町が建設している黒谷第一砂防ダム管理道とは別の道である。麓から上がると途中で旧来の登山道から分岐し、新ホハレ峠を通って門入の手前、黒谷第一砂防ダムを過ぎた辺りで元の道と合流する形となっていた。この旧来の登山道の方は所謂「旧ホハレ峠」を通り、2022年現在も徒歩でなら門入迄到達可能となっている。
しかし程なくして王子製紙は木材の輸送を止めてしまったらしく、それに伴ってこの道を使用する事も無くなった。その後、ダム建設により門入も含めた全村廃止が決定したからなのかこの道は完全に放棄された。具体的に王子製紙がいつ頃までこの道を使っていたかの記録は無いが、1970年代後半、遅くとも1987年3月31日の旧徳山村廃村時点では既に使われなくなっていた様であり、実際に使っていたのは極僅かな期間であったと思われる。
現在、新ホハレ峠を含むこの道は一部が激しく崩落した上で残りもほぼ藪に埋もれており、その痕跡を辿る事は出来なくなっていて、崩落部を含めたこの道路を現在も王子製紙が管理しているのかどうかさえ不明であるが、現在でも国土地理院の地図にはあたかも門入迄繋がっているかの様に記載されている。
尚、徳山ダム建設で旧徳山村側からのアクセス道が水没した為、旧村民しか使えない船を除き、旧村民以外が門入へ行く道はこの旧ホハレ峠経由の登山道しかなく、最低限の整備は行われている様で、麓～新旧峠の分岐点付近迄と、砂防ダム～門入間のみ自動車の通行が可能。この登山道経由であれば誰でも門入へ行く事が可能であり、興味本位でこの峠を徒歩で越えて行く者も少なからず現れ始めているものの、こちらの峠を含む旧来の登山道は国土地理院の地図に記載が無い。
また、2022年現在、新旧のホハレ峠の道の分岐点（新峠は既に藪に埋もれている為、厳密には「分岐点の痕跡」である）には観音像が建てられているが、これは門入の人が作った物を知り合いが譲り受けた物との事。
嘗ては地蔵が立っていたが、ある日破壊されていたらしく、怒った設置者が観音像を新たに設置した。しかし観音像もまた度々破壊されており問題となっている。これについて設置者は人災を主張しているが、この観音像は事実上、峠で野晒し状態となっており、天災(落雷等)による破壊の可能性もあるものの詳細は不明である。

## 門入
門入（かどにゅう）は、徳山ダムの建設で水没しなかった旧徳山村の集落である。夏季のみ住民がいる。交通困難地に指定されている。ダム湖畔の戸入までと、黒谷第一砂防ダム手前付近迄車道が通じる。上述の揖斐川町が作っているダム管理道は、完成し全通すれば最終的にこの車道と接続する事になる。